# Robert Digby
Pour les articles homonymes, voir Digby.
Robert Digby, né le 20 décembre 1732 et mort le 25 février 1815, est un officier de la Royal Navy. 
Il est également membre du Parlement, de 1757 à 1761.

## Biographie
Robert Digby est le troisième fils de Charlotte Fox et d'Edward Digby, lui-même fils aîné de William Digby, cinquième baron Digby.
Il s'engage dans la Marine à l'âge de 13 ou 14 ans et devient capitaine du HMS Solebay en 1755. Le 20 novembre 1759, il participe à bord du HMS Dunkirk à la bataille des Cardinaux. Il s'élève au rang de second de la flotte de la Manche en 1779.
Il est nommé admiral of the Red en 1781 et reçoit le commandement de la North America and West Indies Station.
Après la reddition de New York en 1783, Digby participe à l'évacuation de 1 500 loyalistes du petit port de Conway en Nouvelle-Écosse. Il organise l'installation des immigrants de ce qui devient vite une ville, rebaptisée Digby en son honneur en 1787. Le musée de la ville porte désormais son nom Admiral Digby Museum (en).
Il est rappelé en Angleterre en 1787, où il est promu admiral of the Blue. Il prend sa retraite en 1794.

## Famille et vie politique
Le père de Robert Digby meurt avant d'hériter le titre de baron Digby de la pairie d'Irlande. À la mort du 5e baron en 1752, le titre passe au frère de l'amiral, Edward. Lorsque ce dernier décède en 1757, le titre échoit à un autre frère, Henry. 
Robert Digby est élu membre du Parlement pour succéder à Edward pour la circonscription de Wells dans le Somerset, poste qu'il occupe de 1757 à 1761.
Il épouse Eleanor Jauncey, née Elliot, fille d'Andrew Elliot (en), gouverneur colonial de New York ; le couple n'a pas de descendance.